# Georges Gauthier

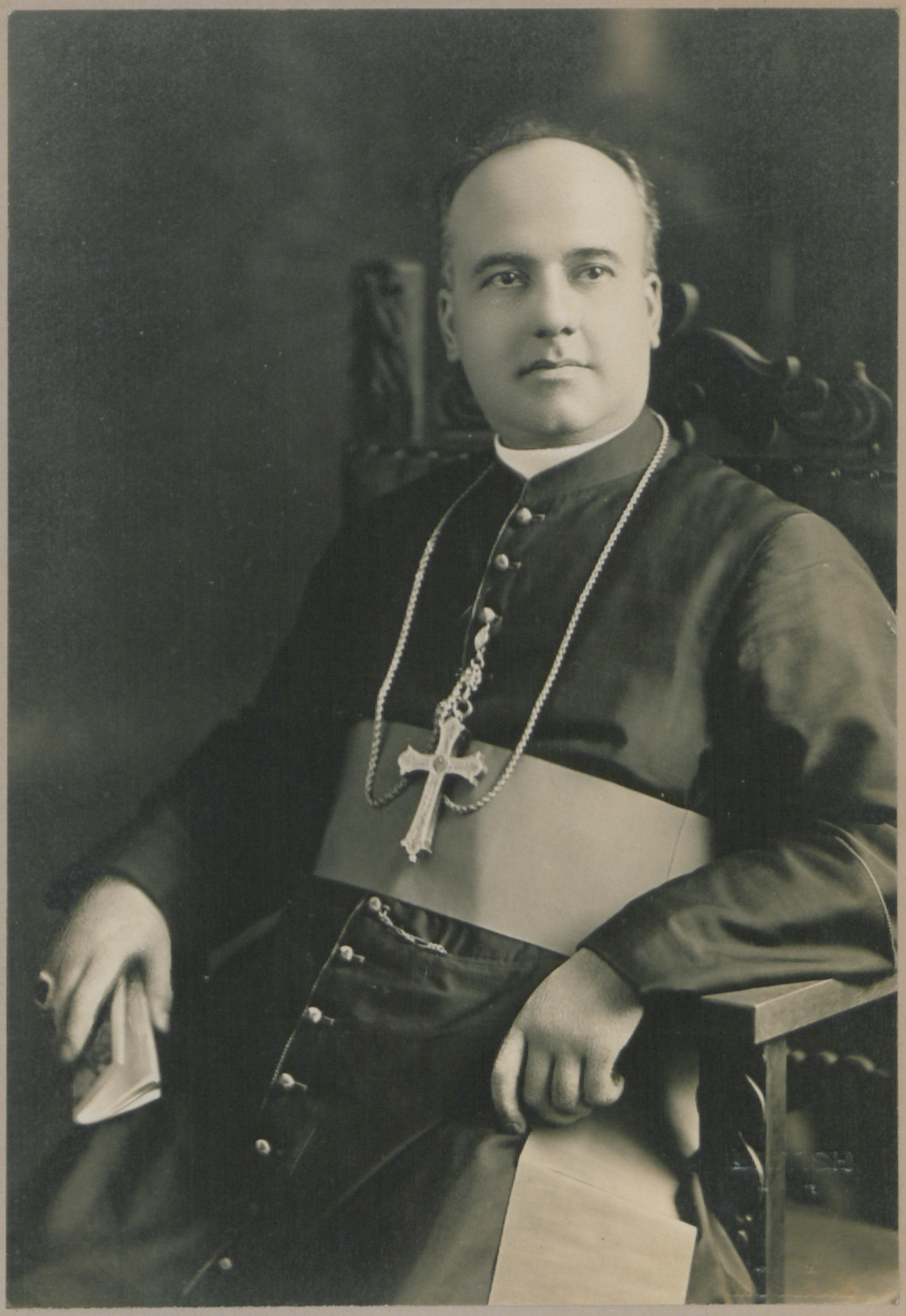
Georges Gauthier als Weihbischof (1912)

Georges Gauthier (* 9. Oktober 1871 in Montréal, Québec; † 31. August 1940 ebenda) war ein kanadischer Geistlicher und römisch-katholischer Erzbischof von Montréal.

## Leben
Georges Gauthier empfing am 29. September 1894 durch den Erzbischof von Montréal, Édouard-Charles Fabre, das Sakrament der Priesterweihe.
Am 28. Juni 1912 wurde er zum Titularbischof von Philippopolis in Arabia und zum Weihbischof in Montréal ernannt. Die Bischofsweihe spendete ihm am 24. August desselben Jahres der Erzbischof von Montréal, Paul Bruchési; Mitkonsekratoren waren der Bischof von Sherbrooke, Paul-Stanislas La Rocque, und der Bischof von Valleyfield, Joseph-Médard Émard.
Am 18. Oktober 1921 wurde Georges Gauthier zum Apostolischen Administrator von Montréal ernannt, am 5. April 1923 auch zum Koadjutorerzbischof und zum Titularerzbischof von Tharona. Nach dem Tod von Paul Bruchési am 20. September 1939 folgte er diesem als Erzbischof nach.
Erzbischof Georges Gauthier blieb bis zu seinem Tod am 31. August 1940 im Amt und wurde in der Kathedrale Marie-Reine-du-Monde beigesetzt.